# Tornado w Joplin (2011)

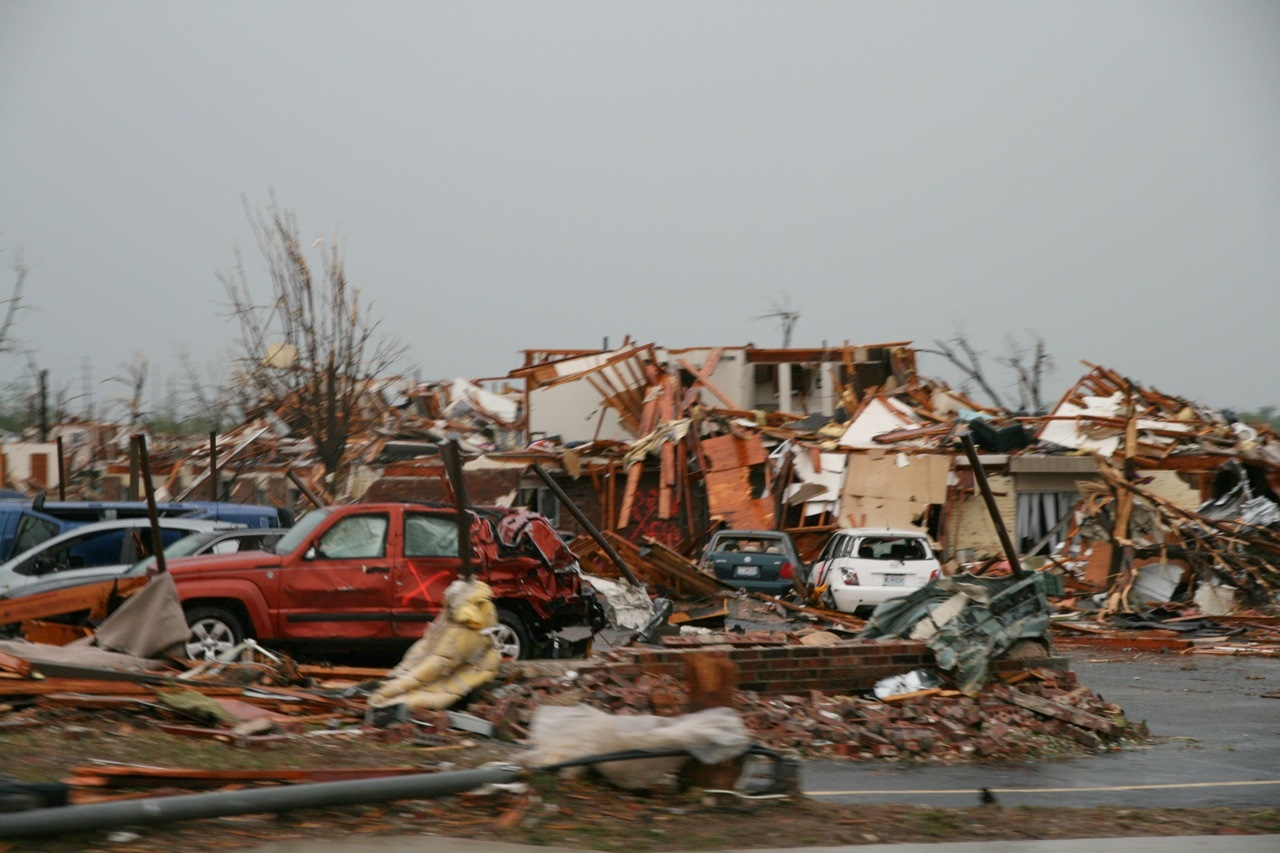
Zniszczenia

Tornado nad Joplin − potężne tornado, jakie przetoczyło się nad miastem Joplin w stanie Missouri w USA. Miało kategorię EF5, powodując ogromne zniszczenia i zabijając 153 osoby. Tornado nad Joplin było jednym z najbardziej zabójczych i niszczycielskich pojedynczych tornad w historii.
Paragon ze sklepu motoryzacyjnego w Joplin został porwany przez silny wir powietrza i uniesiony na dużą wysokość. Stamtąd został poniesiony przez prąd strumieniowy na odległość aż 840 km i opadł na Royal Center w Indianie. W związku z tym został pobity rekord długości lotu przedmiotu poniesionego przez tornado.